# 女王陛下のプティアンジェ
『女王陛下のプティアンジェ』（じょおうへいかのプティアンジェ）は、1977年12月13日から1978年6月27日までテレビ朝日系列局で放送されていたテレビアニメである。日本アニメーションと朝日放送の共同製作。全26話。

## 作品概要
19世紀中期、ヴィクトリア女王治下のイギリスを舞台とした物語。紛失した女王の装身具を見つけ出した功績により勅許の勲章を受けた、12歳の少女探偵アンジェ・アイリントンの活躍を描いている（ちなみにシャーロック・ホームズは19世紀後半が舞台である）。
日本アニメーション制作ということになっているが、実際には2年前にタツノコプロから独立したばかりであった葦プロダクションが制作している。

## 登場人物
アンジェ・アイリントン
声 - 潘恵子
本作の主人公。お転婆で好奇心旺盛な少女。インド総督・チャールズ卿の娘であり、父チャールズと母ソフィアとは離れて暮らしている。
ビクトリア女王の無くなった宝石を見つけ出した功績により、スコットランドヤードと同じように事件の捜査を行うことを許されるようになった（第一話で授与された、勅許の証であるペンダント形勲章を首から提げている）。鋭い観察力とひらめきで様々な事件を解決する。
ジャクソン
声 - 永井一郎
スコットランドヤードの警部。
正義感はあるが、少々抜けていて誤った推理を行うことが多々ある。アンジェにいつも先に謎を解決されてしまうため、彼女をライバル視している。
マイケル
声 - 曽我部和行
スコットランドヤードの若き刑事。いつもジャクソン警部とともに事件を捜査をしている。ジャクソン警部と違い、アンジェのことを信頼しており協力的。
バーバラ
声 - 麻生美代子
アンジェの祖母。離れて暮らしているアンジェの両親に代わり、アンジェの面倒を見ている。あらゆる事件に首を突っ込むアンジェのことをいつも心配している。
フランク
声 - 中野聖子
アンジェと同じくらいの年の少年。父のアルフレッドとともにアンジェの屋敷に仕えている。アンジェのことを慕っており、彼女の頼みは何でも聞く。
ポピンズ
声 - 菊池紘子
アンジェの先生。たびたび勉強を抜け出すアンジェに手を焼いている。
ベンジャミン
声 - 肝付兼太
アンジェの屋敷の執事。
アルフレッド
声 - 水鳥鉄夫
フランクの父親。フランクとともにアンジェの屋敷に仕えている。

## スタッフ
- 製作 - 本橋浩一
- 監督 - 黒川文男
- 脚本構成 - 山本優
- キャラクターデザイン - 高橋資祐
- 音楽 - 筒井広志
- 作画監督 - 田中保
- 美術監督 - 新井寅雄
- 色彩設定 - 向井稔
- 編集 - 相原義彰、辺見俊夫（第14話 - 第26話）
- 録音ディレクター - 小松亘弘
- スタジオ - 太平スタジオ
- 録音 - オムニバスプロモーション
- 制作担当 - 加藤博
- プロデューサー - 大場伊紘
- 制作協力 - 葦プロダクション（佐藤俊彦）
- 企画 - 日本アニメーション株式会社
- 制作 - 日本アニメーション、朝日放送

## 主題歌
オープニング「アンジェにおまかせ」
歌 - 広美和子 / 作詞 - 千家和也 / 作曲 - 小林亜星 / 編曲 - 小六禮次郎
エンディング「マイ ネーム イズ プティ アンジェ」
歌 - 広美和子 / 作詞 - 千家和也 / 作曲 - 小林亜星 / 編曲 - 小六禮次郎
上記2曲を収録したEPレコードがビクター音楽産業から発売された。

## 各話リスト
| 話数 | 放送日          | サブタイトル           | 脚本       | コンテ     | 演出            |
| ---- | --------------- | ---------------------- | ---------- | ---------- | --------------- |
| 1    | 1977年 12月13日 | 女王様のペンダント     | 山崎巌     | 玉川真知子 | 安濃高志 中村清 |
| 2    | 12月20日        | きよしこの夜           | 山本優     | 玉川真知子 | 安濃高志        |
| 3    | 12月27日        | 二人でお茶を           | 山本優     | 玉川真知子 | 西本健一        |
| 4    | 1978年 1月10日  | オルゴール人形の秘密   | 新井光     | 玉川真知子 | 安濃高志        |
| 5    | 1月17日         | 消えたダービー馬       | 山本優     | 八尋旭     | 西本健一        |
| 6    | 1月24日         | 呪いの黄金仮面         | 合戸陽     | 八尋旭     | 安濃高志        |
| 7    | 1月31日         | 狩りの日のブーツ       | 山本優     | 柳弘通     | 西本健一        |
| 8    | 2月7日          | 舞踏会の夜の泥棒       | 新井光     | 八尋旭     | 安濃高志        |
| 9    | 2月14日         | ロンドンの赤い謎?!     | 八田朗     | 柳弘通     | 西本健一        |
| 10   | 2月21日         | 暴走！金塊列車         | 新井光     | 八尋旭     | 安濃高志        |
| 11   | 2月28日         | 恐怖のゴリラ事件       | 八田朗     | 八尋旭     | 玉川真知子      |
| 12   | 3月7日          | 霧の夜の亡霊           | 新井光     | 八尋旭     | 安濃高志        |
| 13   | 3月14日         | 古城の怪事件           | 八田朗     | 柳弘通     | 玉川真知子      |
| 14   | 3月21日         | 凶悪の逃亡犯           | 八田朗     | 柳弘通     | 安濃高志        |
| 15   | 3月28日         | 怪盗Xを追え！          | 山崎巌     | 玉川真知子 | 玉川真知子      |
| 16   | 4月11日         | ハロルド王子さらわる！ | 新井光     | 柳弘通     | 安濃高志        |
| 17   | 4月18日         | 炎の館                 | 八田朗     | 八尋旭     | 案納正美        |
| 18   | 4月25日         | 盗まれた仏像のゆくえ   | 新井光     | 柳弘通     | 安濃高志        |
| 19   | 5月2日          | 嵐のハイジャック！     | 山本優     | 八尋旭     | 山田真也        |
| 20   | 5月9日          | 唄う幽霊船の謎         | 山本優     | 八尋旭     | 安濃高志        |
| 21   | 5月16日         | 黒ユリの挑戦           | 白井はじめ | 新田義方   | 新田義方        |
| 22   | 5月30日         | ニセ札犯はだれだ！     | 大森俊治   | 横田和善   | 安濃高志        |
| 23   | 6月6日          | 謎のビクトリア金貨     | 新井光     | 八尋旭     | 小鹿英吉        |
| 24   | 6月13日         | オペラ・ハウスの怪人   | 山本優     | 柳弘通     | 高木厚炎        |
| 25   | 6月20日         | ドーバーコネクション   | 山本優     | 八尋旭     | 安濃高志        |
| 26   | 6月27日         | インドからのプレゼント | 山本優     | 柳弘通     | 玉川真知子      |

## 商品展開
メインスポンサーのタカラ（現・タカラトミー）より各種玩具（人形など）が発売された(企画開発はタカラの子会社であったエリカ)。文具関連では、ショウワノートからぬりえ、スケッチブックなどが発売されている。

## 放送局
- 朝日放送（制作局）
- 秋田放送：土曜 朝8:00 - 8:30[2]
- テレビ岩手：土曜 朝7:00 - 7:30[3]
- 東日本放送：火曜 19:30 - 20:00[4]
- 福島中央テレビ：金曜 17:00 - 17:30（第21話まで）→ 木曜 17:00 - 17:30（第22話から）[5]
- 新潟総合テレビ：土曜 7:15 - 7:45[6]
- テレビ朝日：火曜 19:30 - 20:00
- テレビ山梨：金曜 17:20 - 17:50[7]
- テレビ静岡：日曜 10:00 - 10:30[8]
- 石川テレビ：水曜 18:00 - 18:30[9]
- 名古屋テレビ：火曜 19:30 - 20:00[10]
- 瀬戸内海放送：火曜 19:30 - 20:00[11]
- 広島ホームテレビ：火曜 19:30 - 20:00[11]
- 南海放送：火曜 17:25 - 17:55[12]
- 高知放送：日曜 朝7:00 - 7:30[13]
- 九州朝日放送：火曜 19:30 - 20:00
- テレビ熊本：水曜 17:30 - 18:00[14]
- 長崎放送：火曜 16:50 - 17:20[15]
- 鹿児島テレビ：水曜 17:20 - 17:50[14]